# إدارة فالي ديل كاوكا
إدارة فالي ديل كاوكا واحدة من 32 إدارة في كولومبيا، تقع غرب كولومبيا وتطل على ساحل المحيط الهادئ من الغرب وعاصمة الإدارة وأكبر مدنها هي مدينة كالي ويبلغ عدد سكان المقاطعة 4,560,196 نسمة وتبلغ مساحة المقاطعة 22,140 كم² وتعتبر ثالث أكبر إدارة في كولومبيا من حيث عدد السكان و المقاطعة 23 من حيث المساحة.

## أعلام
- أوسكار موريلو
- إيفان مارينو أوسبينا
- بيدرو لوبيز